# Hösbach-Bahnhof
Hösbach-Bahnhof (oft nur Bahnhof genannt) ist ein Wohnplatz des Marktes Hösbach im unterfränkischen Landkreis Aschaffenburg in Bayern.

## Geographie
Das Pfarrdorf liegt auf 174 m ü. NN an der Staatsstraße 2307 zwischen Hösbach und Keilberg. Zur Anschlussstelle an die Bundesautobahn 3 im Nordwesten sind es 500 m. Aschaffenburg liegt etwa 3,5 km westlich. Hösbach-Bahnhof ist offiziell kein Gemeindeteil der Gemeinde und ist geteilt zwischen den Gemarkungen des Kernortes sowie des Gemeindeteils Winzenhohl.

## Geschichte
Am 1. August 1881 hielt der erste Zug im außerhalb von Hösbach auf freiem Feld liegenden Bahnhof an der Main-Spessart-Bahn. Er wurde Ausgangspunkt für das erste Hösbacher Industriegebiet. Im Jahr 1886 wurde als erstes Gebäude am Bahnhof das Gasthaus „zum Specht“ eröffnet, um Arbeitern und Reisenden Essen und Unterkunft zu bieten. Im Jahre 1900 erbaute man im Bahnhofsviertel eine Schule. 1909 wurde eine 3,4 km lange Drahtseilbahn zum Steinbruch in Rottenberg errichtet. Geprägt wurde der Ort insbesondere durch zwei große Betriebe, zum einen der Kelterei Alt-Grünewald sowie durch das Säge- und Furnierwerk Josef Vorgang, gegründet durch Sebastian Vorgang 1873.
Von den ursprünglichen Betrieben existiert heute nur noch das Gasthaus „Zum Specht“, welches seit 1955 von der Familie des Metzgermeisters Franz Heeg, ursprünglich aus Sailauf kommend und vormals auch Wirt im direkt nebenan liegenden Gasthaus „Zum Vorspessart“, als Hotel betrieben wird. 
Während um den Bahnhof die Gewerbegebäude stehen, befinden sich südlich davon die Wohnhäuser. Nach dem Zweiten Weltkrieg wuchs die Siedlung durch Neubaugebiete, wie die St.-Brunowerksiedlung für Flüchtlinge und Heimatvertriebene, rasch an.
Die 1966 erbaute katholische Pfarrkirche Von der Mutterschaft Mariens mit angrenzender Schule und Kindergarten wurde zum Zentrum des jungen Ortes. Den Entwurf für die moderne Kirche lieferten Dombaumeister Hans Schädel und Fritz Ebert, der freistehende Glockenturm erhielt ein Geläute von Friedrich Wilhelm Schilling.

## Verkehr
Der Haltepunkt Hösbach liegt an der Bahnstrecke Würzburg–Aschaffenburg. Außerdem befindet sich Hösbach-Bahnhof nahe der Bundesautobahn 3.